# Andrew Sarris
Andrew Sarris (31. října 1928 Brooklyn, New York City, New York, USA – 20. června 2012 Manhattan, New York City, New York, USA) byl americký filmový kritik. Jeho rodiče se do New Yorku přestěhovali z Řecka. V roce 1969 se oženil s Molly Haskell. Zemřel v St. Luke’s Hospital na Manhattanu ve věku 83 let.